# Mario Fortuna
Mario Fortuna (Buenos Aires, 27 de mayo de 1911-Buenos Aires, 11 de febrero de 1968) fue un actor y pintor argentino, que trabajó en radio, cine, televisión y teatro.

## Biografía
Dejó su profesión de joyero para ingresar al Circo Gilabert. Sus plazas predilectas fueron Puente Alsina, Villa del Parque o el Dock Sur (1929/30). Luego de intervenir en el cuadro filodramático del barrio, integró la compañía teatral de Pedro Tocci, suplantó a César Ratti y formó rubro con Emma Martínez en la comedia La Fortuna en el Hotel Martínez de Ivo Pelay. Se presentó en el Teatro Smart, integrando la compañía de Alfredo Ruggero que interpretaba El convento de San Antonio Posteriormente trabajó en el teatro Buenos Aires junto a Olinda Bozán, Tito Lusiardo entre otros. Con Bozán trabajó en la obra de Carlos A. Petit y Orestes Cosentino, El Morocho de Venecia (Desdémona y Otello) una parodia de la pieza de Shakespeare en el teatro Smart. En el Teatro Politeama se destacó en el género de picaresca y sainete, en el Teatro Astral y otros renombrados teatros del país. Entre las obras que representó se recuerdan El mucamo de la niña, El vivo vive del zonzo, de Germán Ziclis y El vasco de Olavarría de Alberto Novión.
Fue reconocido como uno de los más grandes actores cómicos de su época. Uno de sus más conocidos personajes de radio fue el "Ñato Desiderio" con su célebre frase que lo inmortalizó "garrá los libros que no muerden..." personaje ignorante que creía saberlo todo.
Trabajó en 1960 en el Canal 13 de televisión en el programa Uno cualquiera con libreto de Hugo Moser pero solamente en la primera emisión. En Canal 13 volvió a trabajar en 1963 en la versión televisiva de El Ñato Desiderio con libretos de Manuel A. Meaños pero no conformaron a la audiencia personajes concebidos diez años antes.
Durante la filmación de la película Pasó en mi barrio el público desconoce la anécdota en la cual, luego de filmar durante varias horas, queda realmente encerrado en las heladeras del frigorífico por error y que sufre un verdadero principio de congelamiento. También realizó una extensa producción pictórica, llegando algunos de sus cuadros a estar en los más prestigiosos museos del país. Utilizaba materiales de maquillaje, pintaba tanto sobre tela como papel de diario, creaba sus colores con fórmulas secretas. Junto a Narciso Ibáñez Menta realizó la máscara que el actor Pedro Tocci utilizó en la escena final caracterizado como José de San Martín en su lecho de muerte. En su momento de mayor fama, se tomó un tiempo para volver a visitar a sus compañeros en el circo y que la misma noche de su visita realizó una actuación junto a sus viejos colegas sin cobrar suma alguna.
Uno de sus tres hijos fue también actor de cine, teatro y televisión Mario Fortuna (h), quien falleció en 2015.

## Filmografía
Actuó en las siguientes películas:
Actor
- Con el más puro amor   (1966)
- Necesito una madre   (1966)
- Nacidos para cantar   (1965)
- Convención de vagabundos   (1965)
- Mi Buenos Aires querido   (1961)
- He nacido en Buenos Aires   (1959)
- El hombre señalado   (1957)
- Dock Sud   (1953)
- Sala de guardia   (1952)
- El infortunado Fortunato   (1952)
- Mi hermano Esopo (Historia de un Mateo)   (1952)
- Pasó en mi barrio   (1951)
- El cantor del pueblo (1951)
- Una noche cualquiera   (1951)
- Arrabalera   (1950)
- Campeón a la fuerza   (1950)
- Otra cosa es con guitarra   (1949)
- El que recibe las bofetadas   (1947)
- Hay que casar a Ernesto   (1941)
- Pueblo chico, infierno grande   (1940)
- El cañonero de Giles   (1937)
- Ídolos de la radio   (1934)

## Televisión
- El soldado Balá   (1964) Serie

## Teatro
- La vitamina de la alegría (1949)
- !"Saeao" en Villa Devoto! (1949)
- ¡Hay cola en el Pasteur! (1949)
- La risa es la mejor divisa (1949)
- ¡Que fresco con tanto calor! (1949)
- Ya está el aguinaldo en la puerta (1949)[6]
- Otra cosa son rumores (1949), con Marcos Caplán y Sofía Bozán.
- Viuda ella... viudo él! Quién les pone el Cascabel? (1949), estrenada en el Teatro Cómico, junto a Emma Martínez, Agustín Castro Miranda, Mary Arriaran, Patricio Azcárate, Ricardo Ruffa y Claudio Martino.